# Макмаллан, Лорен
Лорен Хантер Макмаллан (англ. Lauren Hunter MacMullan; род. 30 апреля 1964) — американский режиссёр анимации. Она выросла в пригородах Филадельфии Хавертаун, Лансдаун и Свортмор. В 1982 году окончила среднюю школу Свортмора. Затем училась в Гарвардском университете и работала в «Гарвардском пасквилянте». Её первая работа на телевидении была в мультсериале «Кинокритик», в котором она сняла эпизод с такими приглашёнными звёздами, как Джин Сискел и Роджер Эберт, а после работала над мультсериалом «Царь горы». В дальнейшем она стала главным режиссёром и дизайнером американского анимационного сериала «Мишн Хилл». Затем Лорен работала над третями сезонами «Симпсонов». Она также сняла несколько эпизодов мультсериала «Аватар: Легенда об Аанге» и получила премию «Энни» за раскадровку в этом шоу.
Макмаллан была режиссёром фильма «Симпсоны в кино», а в 2009 году работала в Pixar над картиной «Тритон» до отмены проекта. В настоящее Лорен работает на Walt Disney Animation Studios, где занималась раскадровкой мультфильмов «Ральф» и «Зверополис», а также была режиссёром короткометражного анимационного фильма «Конь-огонь», номинированного на «Оскар» в 2013 году. С этим проектом она стала первой женщиной, которая полностью сняла анимационный фильм для Disney (короткометражный или полнометражный).

## Фильмография

### Эпизоды «Кинокритика»
- «A Little Deb Will Do You»
- «A Day at the Races and a Night at the Opera»
- «Siskel & Ebert & Jay & Alic»
- «I Can’t Believe It’s a Clip Show»

### Эпизоды мультсериала «Царь горы»
- «Three Days of the Ka»
- «Death of a Propane Salesman»

### Эпизоды «Симпсонов»
- «Bye Bye Nerdie»
- «Half-Decent Proposal»
- «Little Girl in the Big Tenе»
- «Moe Baby Blues»
- «I, (Annoyed Grunt)-Bot»
- «The Wandering Juvie»
- «Sleeping with the Enemy»

### Эпизоды мультсериала «Аватар: Легенда об Аанге»
- «Южный храм воздуха»
- «Мир духов»
- «Буря»
- «Дезертир»
- «Осада Севера. Часть 1»
- «Пещера двух влюблённых»
- «День Аватара»
- «Одинокий Зуко»
- «Пустыня»
- «Город стен и секретов»
- «Озеро Лаогай»

### Короткометражные фильмы
- «Конь-огонь»

## Награды
| Год  | Награда                      | Категория                                             | Дополнение                                                                | Результат | Прим. |
| ---- | ---------------------------- | ----------------------------------------------------- | ------------------------------------------------------------------------- | --------- | ----- |
| 2006 | Премия «Энни»                | Лучшая раскадровка в анимационном телепроекте         | За эпизод «Дезертир» мультсериала «Аватар: Легенда об Аанге»              | Победа    | [ 3 ] |
| 2007 | Прайм-таймовая премия «Эмми» | Выдающаяся анимационная программа (менее одного часа) | За эпизод «Город стен и секретов» мультсериала «Аватар: Легенда об Аанге» | Номинация | [ 4 ] |
| 2014 | Премия «Оскар»               | Лучший короткометражный анимационный фильм            | За мультфильм «Конь-огонь» вместе с Дороти Маккимом                       | Номинация | [ 5 ] |
| 2014 | Премия «Энни»                | Лучший короткометражный анимационный проект           | За мультфильм «Конь-огонь»                                                | Победа    | [ 6 ] |